# Armen Mykyrtczian
Armen Mykyrtczian (orm. Արմեն Մկրտչյան, ur. 6 października 1973) – ormiański zapaśnik. Srebrny medalista olimpijski z Atlanty.
Zawody w 1996 były jego jedynymi igrzyskami olimpijskimi. Walczył w stylu wolnym. Zdobył srebro w najniższej wadze, do 48 kg. W 1995 był trzeci na mistrzostwach świata. Był mistrzem Europy w 1994, srebrnym (1996) i brązowym medalistą tej imprezy (w 2001).
Trzeci na igrzyskach wojskowych w 1995 roku.